# Pedro Rodríguez Girón
Pedro Rodríguez Girón (mediados del siglo XII-después de 1223)

## Biografía
Hijo de Rodrigo Gutiérrez Girón, mayordomo mayor del rey, y de su primera esposa, María Rodríguez de Guzmán, fue ricohombre y tenente de la mitad de Aveiro por su matrimonio con una noble portuguesa.
Junto con sus hermanos Gonzalo, Rodrigo, Nuño, y Álvaro, participó en la batalla de las Navas de Tolosa que se libró el 16 de julio de 1212. Padeció la persecución de Enrique I de Castilla y su alférez Álvaro Núñez de Lara, que destruyeron sus casas en la Frechilla tras un infructuoso asedio a la fortaleza de Autillo, donde se encontraba la reina Berenguela.

## Matrimonio y descendencia
Casó con Sancha Pérez de Lumiares, hija de Pedro Alfonso Viegas de Ribadouro o Pedro Alfonso de Lumiares, señor del Coto de Lumiares y tenente de Neiva (1187) y de Trancoso (1184), y de su segunda esposa Urraca Alfonso de Portugal, señora de Aveiro e hija ilegítima del rey Alfonso Enríquez y de Elvira Guálter.
Una hija de este matrimonio, Teresa Pérez Girón, casó con Álvar Díaz de Noreña,  ricohombre e importante magnate asturiano, tenente en Siero, Nava, Aguilar, y otros lugares, uno de los más importantes miembros de la casa de Nava de su generación. Álvar era hijo del ricohombre Ordoño Álvarez y de Elvira García de Braganza, hija de García Pérez de Braganza y de Gotiña Suárez de Tougues, y nieto paterno de otro Álvar Díaz de Asturias, esposo de Sancha Ibáñez.
Álvar Díaz de Noreña y Teresa Pérez Girón fueron padres de: 
- Pedro Álvarez de las Asturias, señor de Noreña y Gijón, que durante el reinado de Alfonso X el Sabio llegaría a ocupar el puesto de mayordomo mayor del rey. Casó con Sancha Rodríguez de Lara[6] teniendo por hijo a Rodrigo Álvarez de las Asturias, señor de Gijón, Noreña y Trastámara, mayordomo real de Alfonso XI desde el 8 de enero de 1333 y ayo de Enrique II de Castilla, que fue su heredero.
- Alfonso Álvarez.[6]
- Ordoño Álvarez (m. 1285 en Roma), arzobispo de Braga, cardenal obispo de Frascati y decano del Colegio Cardenalicio según los Anales Toledanos y obispo de Salamanca.[6][7][8]
- Mayor Álvarez, que casó con Diego Gómez de Castañeda.[6] Con sucesión.